# Червоненко Євген Альфредович
Євге́н Альфре́дович Червоне́нко (нар. 20 грудня 1959, Дніпропетровськ, Українська РСР) — політик, колишній народний депутат, член партії «Наша Україна», Міністр транспорту та зв'язку (2005).

## Життєпис
Народився у Дніпропетровську в родині гірничих інженерів-механіків. З червня 1967 по червень 1977 року — учень Дніпропетровської середньої школи № 23. Колишній однокласник Едуарда Шифріна.
У вересні 1977 — червні 1982 року — студент механіко-машинобудівного факультету Дніпропетровського гірничого інституту.
У жовтні 1982 — травні 1985 року — інженер-конструктор Спеціального конструкторського відділу інституту «Гіпромашзбагачення» у Дніпропетровську.
У травні 1985 — квітні 1987 року — старший інструктор-методист зі спорту Дніпропетровського обласного спортивно-технічного клубу ДТСААФ. У травні 1987 — травні 1988 року — старший інструктор-методист з автоспорту Львівського обласного спортивно-технічного клубу ДТСААФ.
У 1986—1991 роках — професійний спортсмен, засновник першої в СРСР професійної автомобільної гоночної команди «Перебудова» (1987), чемпіон УРСР та Спартакіади УРСР (1983), майстер спорту СРСР, член збірної СРСР (1985), багаторазовий переможець і призер етапів Чемпіонату Європи, чемпіон СРСР, чемпіон Спартакіади народів СРСР (1988), майстер спорту СРСР міжнародного класу (1989), чемпіон СРСР з автоспорту (1991).
У червні 1988 — січні 1989 року — інженер бюро технічного контролю Львівського обласного виробничого об'єднання «Львівавтотехобслуговування».
У січні 1989 — квітні 1990 року — керівник спортивно-рекламного відділу кооперативу «Імпульс» у місті Львові. У квітні 1990 — березні 1991 року — спеціаліст з реклами прикладних видів спорту Науково-виробничого центру спільного радянсько-австрійського підприємства «Текоп». У квітні — травні 1991 року — начальник госпрозрахункового транспортного підрозділу Міжрегіонального творчого промислового об'єднання «Галичина» у Львові.
У травні 1991 — лютому 1993 року — директор Малого рекламно-виробничого підприємства «Транс-Ралі» у Львові.
У 1992 році створюється Спільне українсько-польське підприємство «Львів Ван Пур», одним із засновників разом стали сам Євген Червоненко, його рідний брат Ігор, польська фірма «Ван Пур», а також Микола Чугай та Віктор Погребінський. Воно випускало у Польщі та у Новому Роздолі (Львівська область) безалкогольні напої та пиво і горілку «Ван Пур» у фірмових банках. У лютому 1993 — червні 1997 року — президент Спільного українсько-польського підприємства «Львів Ван Пур» (з 1994 року — голова правління СП «Рогань Ван Пур»; з 1995 року — президент Промислової групи «Україна Ван Пур»).
У липні 1997 — липні 1998 року — консультант з ефективності підприємництва СП «Рогань Ван Пур» з виконанням обов'язків президента концерну «Орлан» у місті Києві. У липні 1998 — лютому 2000 року — консультант з ефективності підприємництва ЗАТ «Орлан-Беверіджиз» з виконанням обов'язків президента концерну «Орлан» у Києві.
У 1997 році увійшов до Ради працедавців і товаровиробників при президенті України, очолив Раду підприємців України. 1998 став радником президента Кучми. Співпрезидент Єврейської конфедерації України (квітень 1999 — листопад 2001); віце-президент, голова ради опікунів Всеукраїнського єврейського конгресу (з листопада 2001); віце-президент Євразійського єврейського конгресу (з квітня 2002).
У лютому — червні 2000 року — голова правління Державної акціонерної компанії по матеріальних резервах України. У червні 2000 — жовтні 2001 року — голова Державного агентства з управління державним матеріальним резервом України.
У листопаді 2001 — лютому 2002 року — консультант з організації бізнесу концерну «Орлан» у Києві, займався виробництвом безалкогольних напоїв і вантажними перевезеннями.
З 2002 по 2005 рік — народний депутат України 4-го скликання від блоку В. Ющенка. Секретар Комітету Верховної Ради з питань будівництва, транспорту, житлово-комунального господарства і зв'язку. Опоненти Червоненка стверджують, що він громадянин Ізраїлю, через що він мало не позбувся українського громадянства і місця у Верховній Раді. Євген оголосив голодування, вимагаючи дотримання своїх прав.
Під час виборів Червоненко очолив охорону Віктора Ющенка. Один із спонсорів і скарбник виборчої кампанії колишнього Президента.
У 2004 команда Ющенка неодноразово заявляла, що виборча кампанія Януковича фінансується за рахунок транспортників, а в організації незаконних фінансових потоків звинувачували особисто міністра транспорту Георгія Кірпу. 27 грудня, на наступний, після перемоги Ющенка день, Кірпа покінчив життя самогубством.
З 4 лютого по 28 вересня 2005 — міністр транспорту і зв'язку України в уряді Тимошенко.
Новий міністр негайно заявив, що його відомство розриває всі сумнівні договори з орендарями і субпідрядниками і укладатиме нові. До кінця року це дозволить подвоїти відрахування міністерства до бюджету. Червоненко попросив першого заступника Володимира Корнієнка повернути до бюджету 400 тис. доларів за квартиру, куплену йому міністерством.
З 8 грудня 2005 по 24 грудня 2007 року — голова Запорізької обласної державної адміністрації. Червоненко ще до призначення 2005-го головою Запорізької ОДА був відомий тісними зв'язками з власниками Запоріжсталі Едуардом Шифріним та Алексом Шнайдером.
24 грудня 2007 року звільнений з посади голови Запорізької облдержадміністрації і того ж дня рішенням уряду призначений головою Агентства з питань підготовки та проведення Євро-2012. Кабінет Міністрів 19 листопада 2008 ухвалив рішення щодо ліквідації Національного агентства з Євро-2012.
З 28 листопада 2008 по березень 2011 року — 1-й заступник голови Київської міської державної адміністрації.
У березні — травні 2011 року — начальник департаменту авіації Міністерства України з питань надзвичайних ситуацій.
Президент Автомобільної федерації України ФАУ (2005—2011).
Був одним із головних спікерів мисливців, які в 2018 році вимагали скасувати рішення про внесення лося європейського до Червоної книги. Мисливці не домоглись свого, і Верховний Суд визнав необхідність охорони рідкісної тварини та залишив лося європейського у Червоній книзі.
Кандидат у народні депутати від виборчого округу № 134 (Малиновський район, місто Одеса). Безпартійний.

## Цитати з приводу російської агресії
Запитання Радіо «Свобода»: Що ви думаєте з того приводу, коли нам сьогодні кажуть багато євреїв у Ізраїлі, вихідців з України, про те, чому ми церемонимося з сепаратистами, озброєними нападами самозванців на державні установи, вбивствами ними цивільних людей, чому так мляво ведемо з ними боротьбу? І додають, що Ізраїль у даному випадку вже давно знищив би ракетами, власною зброєю, цих озброєних людей та обурюються нашою нездатністю в даній ситуації? 
|  | Тут є два фактори. Перший – це абсолютна корозія моралі в державних структурах України, я про цей термін казав ще з часів Кучми. Вона, як ракова пухлина, призвела до того, що в силових органах немає патріотизму. Вони вважали лише, що «кришувати» й займатися рекетом – це їхня головна справа. По-друге, це нерішучість керівництва із-за своєї тимчасовості, чи просто нездатності йти на вчинки, за які треба відповідати. І, на жаль, не потрібні зараз люди, які можуть робити вчинки і відповідати за них. |

## Контраверсії
У грудні 2016 після невдалого результату в конкурсних випробовуваннях на посаду голови Одеської облдержадміністрації заявив рос. «Пусть горит эта страна уже огнем и все. Я себе заработаю».
За свідченням письменника Юрія Винничука, «Євген Червоненко у 2017 році «в своєму антиукраїнстві переходить усі межі».. Так, 16 червня 2017 на каналі ZIK він говорив (наводимо у викладенні Юрія Винничука), що чекає від українізації «вимірювання розмірів черепа і Бабин Яр», що він має «великі досягнення на економічному фронті завдяки зв'язкам з Рашкою» тощо.

## Нагороди, звання
Заслужений майстер спорту України з автомобільного спорту (2019). Нагороджений орденами «За заслуги» III ст. (14.06.1997), II ст. (21.08.1999), І ст. (20.12.2004), орденом князя Ярослава Мудрого V ступеня (2009), шведським орденом «Полярна зірка» (.03.1999), польським орденом «За заслуги» (.06.1999). Державний службовець 1-го рангу (.02.2006). Згідно наказу №52 ГУР МОУ від 20.06.2022 отримав звання підполковника.